# Dmytro Tabatschnyk

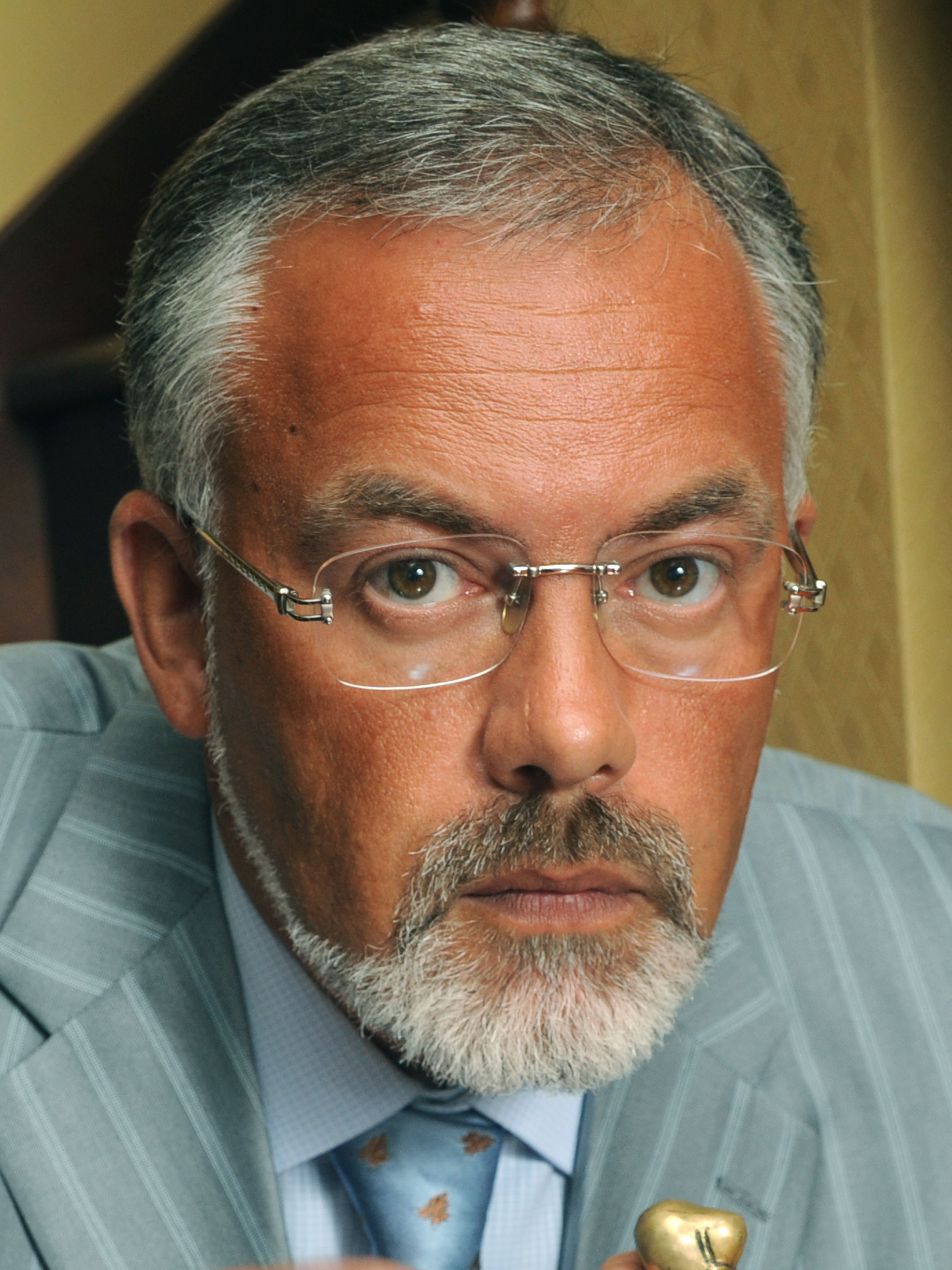
Dmytro Tabatschnyk

Dmytro Tabatschnyk bzw. Dmitri Wladimirowitsch Tabatschnik (russisch Дмитрий Владимирович Табачник, ukrainisch Дмитро Володимирович Табачник; * 26. November 1963 in Kiew, Ukrainische SSR) ist ein ukrainischer Politiker (PR) und war von 11. März 2010 bis 23. Februar 2014 Minister für Bildung und Wissenschaft.

## Leben und Karriere
Tabatschnik schloss 1986 sein Studium der Geschichtswissenschaften an der Nationalen Taras-Schewtschenko-Universität in Kiew ab. Anschließend wechselte er in die Politik und war zunächst Unterstützer des ukrainischen Präsidenten Leonid Kutschma. Von 1998 bis 2003 war er Abgeordneter im ukrainischen Parlament, der Werchowna Rada. Anschließend war er im ersten Kabinett Janukowytsch von September 2003 bis Februar 2005 sowie im zweiten Kabinett Janukowytsch von August 2006 bis Dezember 2007 stellvertretender Ministerpräsident des Landes.
Nach dem Wahlsieg der Partei der Regionen wurde er im Kabinett Asarow zum Minister für Bildung, Wissenschaft und Sport ernannt. Tabatschnik hatte es sich zur Aufgabe gemacht, die russische Sprache im Bildungssystem der Ukraine wieder zu stärken, nachdem diese seit der Unabhängigkeit des Landes teilweise stark zurückgedrängt wurde. Kritiker der national gesinnten Opposition werfen ihm dagegen vor, die Unterdrückung der ukrainischen Sprache und Kultur zu fördern. Im Westen der Ukraine gab es Proteste gegen die Ernennung Tabatschniks, während es in den russischsprachigen Gebieten des Landes öffentliche Solidaritätsbekundungen gab. Er wurde bedingt durch die Ereignisse des Euromaidan am 27. Februar 2014 im Amt des Bildungsministers durch den Hochschulpräsidenten Serhij Kwit abgelöst.
Am 6. März 2014 hat der Rat der Europäischen Union in Brüssel mit der Verordnung 208/2014 restriktive Maßnahmen gegen Dmytro Tabatschnyk verhängt. Begründet wird dies mit der strafrechtlichen Verfolgung von Tabatschnyk zur Untersuchung von Straftaten im Zusammenhang mit der Veruntreuung öffentlicher Gelder der Ukraine und des illegalen Transfers dieser Gelder in das Ausland.